# Вратји Врх
Вратји Врх (словен. Vratji Vrh) је насељено место у општини Апаче, Помурска регија, Словенија.

## Историја
До територијалне реорганизације у Словенији био је у саставу старе општине Горња Радгона.

## Становништво
У попису становништва из 2011. године, Вратји Врх је имао 78 становника.
| Број становника према пописима | Број становника према пописима | Број становника према пописима |
| ------------------------------ | ------------------------------ | ------------------------------ |
| 1991                           | 2002                           | 2011                           |
| 102                            | 87                             | 78                             |